# Parti de la nouvelle génération - Chrétien-démocrate
Pour les articles homonymes, voir Parti chrétien-démocrate.
Le Parti de la nouvelle génération - Chrétien-démocrate (en roumain : Partidul Noua Generație - Creștin Democrat, abrégé en PNG, initialement nommé Parti de la nouvelle génération) est un parti politique roumain, fondé en 1999 par 17 jeunes diplômés en sciences politiques et droit, avec l'intention de créer un parti sensible aux thématiques de la jeunesse.
Son président actuel, élu le 10 janvier 2004, est George Becali, un homme d'affaires, président du club de football Steaua Bucarest. Le nom du parti a été changé en avril 2006. Aux élections du 28 novembre 2004, il a obtenu 2,2 %, pourcentage insuffisant ne lui permettant pas d'être représenté au parlement.
Le PNG-CD est un parti d’extrême droite qui, en termes économiques, accorde une importance majeure au marché.

## Membres importants
- Alex Mihai Stoenescu - écrivain, historien et journaliste
- Marian Oprea - journaliste et propriétaire de Lumea